# Milisav Vesović
Milisav Mio Vesović (Gornja Dobrinja, Požega, 1953) je hrvatski umetnički fotograf.

## Biografija
Rođen je 1953. godine u Gornjoj Dobrinji kod Požege(danas Republika Srbija). Studije filmskog snimanja završio je na zagrebačkoj Akademiji za kazalište, film i televiziju u klasi Nikole Tanhofera. Njegove su fotografije objavljivane u svim novinama i časopisima jugoslavenskog prostora, a trajno je sarađivao u Studentskom listu, Poletu, Pitanjima, Quorumu, Svijetu, Startu, Globusu, itd.
- S Ivanom Posavcem osnovao je 1979. godine umetnički studio MO (meko okidanje). Zajedno su ostvarili niz projekata među ostalim 150 naslovnica časopisa Danas.
- Snimio je 1981. godine najpoznatiji performans Tomislava Gotovca: Ležanje gol na asfaltu, ljubljenje asfalta (Zagreb, volim te!).[1]
- Snimio je 1982. godine fotografiju za omot rok albuma "Filigranski pločnici" od Azre.[2]

## Samostalne izložbe
- 1983. Zagreb, Prostor proširenih medija (PM), Za Rexa
- 1985. Beograd, Srećna galerija, Mio Vesović/ MO – meko okidanje[3]

- Zagreb, Galerije grada Zagreba, CEFFT, Rosebud (pupoljak)

- 1987. Zagreb, Kino-klub, Zagreb - Vrapče
- 1988. Beograd, Srećna galerija, Sa Titom u dane slobode

- Zagreb, Galerije grada Zagreba, CEFFT, Vesović

- 1991. Zagreb, HDLU, Galerija PM
- 1992. Zagreb, Galerija Nova, New York '91.
- 1993. Zagreb, Galerija Miroslav Kraljević, Nebo nad Zagrebom

- Zagreb, KIC, Overflowers MIO Vesović/ MO

- 1999. Pag, Crkva sv. Frane,  Svitlošnji put
- 2003. Zagreb, Galerija Klovićevi dvori, Mio Vesović fotografije '76 – '03
- 2005. Zagreb, Kula Lotrščak - Snapshot, Stomorica
- 2008. Zagreb, Studio Josip Račić, Socrealizam na Zrću
- 2009. Zagreb, Kula Lotrščak - Snapshot, Vis 2006. - za Nabokova

- Zagreb, Atelje Žitnjak, Socnadrealizam na Kozari Boku

- 2010. Osijek, Galerija Waldinger, Novecento[4]
- 2012. Banja Luka, Narodna i univerzitetska galerija, Iznad i ispod planine[5]
- 2014. Karlovac, Galerija Zilik, Istinakolaž[6] i vodio radionicu za decu doma Vladimir Nazor (tehnika rada: fotografija i kolaž).[7]

## Rad na filmu
Kao fotograf na filmu sarađivao je s poznatim redateljima: Zoranom Tadićem (San o ruži), Rajkom Grlićem (Štefica Cvek u raljama života), Veljkom Bulajićem (Obećana zemlja) i Dušanom Makavejevim (Manifesto).

## Galerija
- Tito u Zagrebu
- Kumrovec
- Pankeri
- Perfomans Zagreb volim te
- Novi val
- Omot albuma Filigranski pločnici - Azra

## Spoljašnje veze
- Milisav Vesovic на веб-сајту  (језик: енглески)
- moj zagreb.info/intervju Архивирано на веб-сајту  (26. септембар 2016)
- ULUPUH/Članovi